# Alpiner Skieuropacup 2009/10
Die Saison 2009/10 des Alpinen Skieuropacups begann am 9. November 2009 und endete am 13. März 2010. Bei den Herren waren 38 Rennen geplant (7 Abfahrten, 5 Super-G, 10 Riesenslaloms, 14 Slaloms und 2 Super-Kombinationen), von denen 36 ausgetragen wurden. Ein Riesenslalom und ein Slalom wurden abgesagt und nicht nachgeholt. Bei den Damen waren 35 Rennen (6 Abfahrten, 7 Super-G, 9 Riesenslaloms, 10 Slaloms und 3 Super-Kombinationen) geplant und 33 wurden ausgetragen. Eine Abfahrt und eine Super-Kombination wurden nicht durchgeführt.

## Europacupwertungen

### Gesamtwertung
| Rang | Name              | Land       | Punkte |
| ---- | ----------------- | ---------- | ------ |
| 01   | Christian Spescha | Schweiz    | 666    |
| 02   | Anthony Obert     | Frankreich | 603    |
| 03   | Marc Gisin        | Schweiz    | 568    |
| 04   | Christoph Nösig   | Österreich | 565    |
| 05   | Joachim Puchner   | Österreich | 560    |
| 06   | Ami Oreiller      | Schweiz    | 544    |
| 07   | Cornel Züger      | Schweiz    | 537    |
| 08   | Bernhard Graf     | Österreich | 507    |
| 09   | Anton Lahdenperä  | Schweden   | 474    |
| 10   | Björn Sieber      | Österreich | 453    |

| Rang | Name                | Land        | Punkte |
| ---- | ------------------- | ----------- | ------ |
| 01   | Lena Dürr           | Deutschland | 858    |
| 02   | Ramona Siebenhofer  | Österreich  | 762    |
| 03   | Elena Curtoni       | Italien     | 692    |
| 04   | Mariella Voglreiter | Österreich  | 676    |
| 05   | Bernadette Schild   | Österreich  | 609    |
| 06   | Francesca Marsaglia | Italien     | 564    |
| 07   | Camilla Borsotti    | Italien     | 548    |
|      | Lene Løseth         | Norwegen    | 548    |
| 09   | Barbara Wirth       | Deutschland | 507    |
| 10   | Sara Hector         | Schweden    | 486    |

### Abfahrt
| Rang | Name              | Land    | Punkte |
| ---- | ----------------- | ------- | ------ |
| 1    | Cornel Züger      | Schweiz | 405    |
| 2    | Siegmar Klotz     | Italien | 354    |
| 3    | Ami Oreiller      | Schweiz | 308    |
| 4    | Marc Gisin        | Schweiz | 275    |
| 5    | Christian Spescha | Schweiz | 265    |

| Rang | Name                | Land       | Punkte |
| ---- | ------------------- | ---------- | ------ |
| 1    | Rabea Grand         | Schweiz    | 225    |
| 2    | Stefanie Moser      | Österreich | 213    |
| 3    | Kajsa Kling         | Schweden   | 200    |
| 4    | Mariella Voglreiter | Österreich | 190    |
| 5    | Enrica Cipriani     | Italien    | 164    |

### Super-G
| Rang | Name                | Land       | Punkte |
| ---- | ------------------- | ---------- | ------ |
| 1    | Petr Záhrobský      | Tschechien | 275    |
| 2    | Joachim Puchner     | Österreich | 240    |
| 3    | Patrick Küng        | Schweiz    | 209    |
| 4    | Philipp Schörghofer | Österreich | 181    |
| 5    | Christian Spescha   | Schweiz    | 158    |

| Rang | Name                 | Land       | Punkte |
| ---- | -------------------- | ---------- | ------ |
| 1    | Mariella Voglreiter  | Österreich | 462    |
| 2    | Elena Curtoni        | Italien    | 369    |
| 3    | Francesca Marsaglia  | Italien    | 318    |
| 4    | Priska Nufer         | Schweiz    | 301    |
| 5    | Christina Staudinger | Österreich | 298    |

### Riesenslalom
| Rang | Name            | Land       | Punkte |
| ---- | --------------- | ---------- | ------ |
| 1    | Christoph Nösig | Österreich | 409    |
| 2    | Florian Eisath  | Italien    | 380    |
| 3    | Björn Sieber    | Österreich | 347    |
| 4    | Matts Olsson    | Schweden   | 340    |
| 5    | Anthony Obert   | Frankreich | 293    |

| Rang | Name               | Land        | Punkte |
| ---- | ------------------ | ----------- | ------ |
| 1    | Lene Løseth        | Norwegen    | 506    |
| 2    | Lena Dürr          | Deutschland | 464    |
| 3    | Ramona Siebenhofer | Österreich  | 369    |
| 4    | Martina Geisler    | Österreich  | 291    |
| 5    | Kathrin Fuhrer     | Schweiz     | 278    |

### Slalom
| Rang | Name             | Land       | Punkte |
| ---- | ---------------- | ---------- | ------ |
| 1    | Anton Lahdenperä | Schweden   | 474    |
| 2    | Axel Bäck        | Schweden   | 450    |
| 3    | Jens Byggmark    | Schweden   | 353    |
| 4    | Stefano Gross    | Italien    | 352    |
| 5    | Christoph Dreier | Österreich | 325    |
| 5    | Naoki Yuasa      | Japan      | 325    |

| Rang | Name              | Land        | Punkte |
| ---- | ----------------- | ----------- | ------ |
| 1    | Bernadette Schild | Österreich  | 393    |
| 2    | Emelie Wikström   | Schweden    | 388    |
| 3    | Carmen Thalmann   | Österreich  | 367    |
| 4    | Barbara Wirth     | Deutschland | 356    |
| 5    | Veronika Zuzulová | Slowakei    | 300    |

### Super-Kombination
| Rang | Name                | Land        | Punkte |
| ---- | ------------------- | ----------- | ------ |
| 1    | Paolo Pangrazzi     | Italien     | 145    |
| 2    | Andy Plank          | Italien     | 124    |
| 3    | Mathieu Faivre      | Frankreich  | 098    |
| 4    | Philipp Schörghofer | Österreich  | 090    |
| 5    | Hannes Wagner       | Deutschland | 088    |

| Rang | Name               | Land       | Punkte |
| ---- | ------------------ | ---------- | ------ |
| 1    | Elena Curtoni      | Italien    | 114    |
| 2    | Esther Good        | Schweiz    | 106    |
| 3    | Mona Løseth        | Norwegen   | 100    |
| 4    | Ramona Siebenhofer | Österreich | 080    |
| 5    | Michaela Nösig     | Österreich | 077    |

## Podestplatzierungen Herren

### Abfahrt
| Datum      | Ort                     | 1. Platz                                                        | 2. Platz                                                        | 3. Platz                                                        |
| ---------- | ----------------------- | --------------------------------------------------------------- | --------------------------------------------------------------- | --------------------------------------------------------------- |
| 07.01.2010 | Wengen (SUI)            | Thomas Singer (SUI)                                             | Joachim Puchner (AUT)                                           | Yannick Bertrand (FRA)                                          |
| 09.01.2010 | Wengen (SUI)            | Wegen Nebels abgesagt. Ersatzrennen am 28. Januar in Les Orres. | Wegen Nebels abgesagt. Ersatzrennen am 28. Januar in Les Orres. | Wegen Nebels abgesagt. Ersatzrennen am 28. Januar in Les Orres. |
| 14.01.2010 | Patscherkofel (AUT)     | Ami Oreiller (SUI)                                              | Paolo Pangrazzi (ITA)                                           | Christian Spescha (SUI)                                         |
| 15.01.2010 | Patscherkofel (AUT)     | Christian Spescha (SUI)                                         | Ami Oreiller (SUI)                                              | Siegmar Klotz (ITA)                                             |
| 27.01.2010 | Les Orres (FRA)         | Marc Gisin (SUI)                                                | Siegmar Klotz (ITA)                                             | Yannick Bertrand (FRA)                                          |
| 28.01.2010 | Les Orres (FRA)         | Siegmar Klotz (ITA)                                             | Cornel Züger (SUI)                                              | Ralf Kreuzer (SUI)                                              |
| 02.03.2010 | Sarntal/Reinswald (ITA) | Cornel Züger (SUI)                                              | Joachim Puchner (AUT)                                           | Vitus Lüönd (SUI)                                               |
| 13.03.2010 | Tarvisio (ITA)          | Steven Nyman (USA)                                              | Cornel Züger (SUI)                                              | Andreas Romar (FIN)                                             |

### Super-G
| Datum      | Ort                     | 1. Platz                | 2. Platz                  | 3. Platz             |
| ---------- | ----------------------- | ----------------------- | ------------------------- | -------------------- |
| 09.11.2009 | Reiteralm (AUT)         | Patrick Küng (SUI)      | Philipp Schörghofer (AUT) | Edward Drake (GBR)   |
| 10.11.2009 | Reiteralm (AUT)         | Petr Záhrobský (CZE)    | Patrick Küng (SUI)        | Stephan Görgl (AUT)  |
| 29.01.2010 | Les Orres (FRA)         | Christian Spescha (SUI) | Petr Záhrobský (CZE)      | Andreas Strodl (GER) |
| 05.03.2010 | Sarntal/Reinswald (ITA) | Joachim Puchner (AUT)   | Ami Oreiller (SUI)        | Marc Gisin (SUI)     |
| 11.03.2010 | Tarvisio (ITA)          | Rok Perko (SLO)         | Cornel Züger (SUI)        | Andrej Križaj (SLO)  |

### Riesenslalom
| Datum      | Ort                 | 1. Platz                                             | 2. Platz                                             | 3. Platz                                             |
| ---------- | ------------------- | ---------------------------------------------------- | ---------------------------------------------------- | ---------------------------------------------------- |
| 25.11.2009 | Levi (FIN)          | Christian Spescha (SUI)                              | Matts Olsson (SWE)                                   | Marc Gisin (SUI)                                     |
| 26.11.2009 | Levi (FIN)          | Kryštof Krýzl (CZE)                                  | Anthony Obert (FRA)                                  | Björn Sieber (AUT)                                   |
| 02.12.2009 | Val Thorens (FRA)   | Omar Longhi (ITA)                                    | Alexandre Anselmet (FRA)                             | Janez Jazbec (SLO)                                   |
| 08.12.2009 | Lenzerheide (SUI)   | Abgesagt. Ersatzrennen am 12. Dezember in St. Vigil. | Abgesagt. Ersatzrennen am 12. Dezember in St. Vigil. | Abgesagt. Ersatzrennen am 12. Dezember in St. Vigil. |
| 11.12.2009 | St. Vigil (ITA)     | Björn Sieber (AUT)                                   | Florian Eisath (ITA)                                 | Christoph Nösig (AUT)                                |
| 12.12.2009 | St. Vigil (ITA)     | Florian Eisath (ITA)                                 | Anthony Obert (FRA)                                  | Björn Sieber (AUT)                                   |
| 17.01.2010 | Kirchberg (AUT)     | Christoph Nösig (AUT)                                | Hannes Reichelt (AUT)                                | Kjetil Jansrud (NOR)                                 |
| 08.02.2010 | Méribel (FRA)       | Christoph Nösig (AUT)                                | Florian Eisath (ITA)                                 | Omar Longhi (ITA)                                    |
| 11.02.2010 | Oberjoch (GER)      | Matts Olsson (SWE)                                   | Christoph Nösig (AUT)                                | Marc Berthod (SUI)                                   |
| 18.02.2010 | Monte Pora (ITA)    | Wegen dichten Nebels abgebrochen. Kein Ersatzrennen. | Wegen dichten Nebels abgebrochen. Kein Ersatzrennen. | Wegen dichten Nebels abgebrochen. Kein Ersatzrennen. |
| 08.03.2010 | Kranjska Gora (SLO) | Philipp Schörghofer (AUT)                            | Alexis Pinturault (FRA)                              | Sébastien Pichot (FRA)                               |

### Slalom
| Datum        | Ort                        | 1. Platz                                   | 2. Platz                     | 3. Platz                     |
| ------------ | -------------------------- | ------------------------------------------ | ---------------------------- | ---------------------------- |
| 17.11.2009 * | Wittenburg (GER)           | Hans Olsson (SWE)                          | Axel Bäck (SWE)              | Kilian Albrecht (BUL)        |
| 03.12.2009   | Val Thorens (FRA)          | Marc Gini (SUI)                            | Mattias Hargin (SWE)         | Alexandre Anselmet (FRA)     |
| 09.12.2009   | Lenzerheide (SUI)          | Abgesagt. Kein Ersatzrennen.               | Abgesagt. Kein Ersatzrennen. | Abgesagt. Kein Ersatzrennen. |
| 16.12.2009   | Obereggen (ITA)            | Giuliano Razzoli (ITA)                     | Reinfried Herbst (AUT)       | Mattias Hargin (SWE)         |
| 18.12.2009   | Pozza di Fassa (ITA)       | Jens Byggmark (SWE) Reinfried Herbst (AUT) |                              | Marc Gini (SUI)              |
| 19.12.2009   | Madonna di Campiglio (ITA) | Michael Janyk (CAN)                        | Axel Bäck (SWE)              | Cristian Deville (ITA)       |
| 18.01.2010   | Kirchberg (AUT)            | Trevor White (CAN)                         | Axel Bäck (SWE)              | Anton Lahdenperä (SWE)       |
| 22.01.2010   | Bansko (BUL)               | Naoki Yuasa (JPN)                          | Stefano Gross (ITA)          | Anthony Obert (FRA)          |
| 23.01.2010   | Bansko (BUL)               | Naoki Yuasa (JPN)                          | Will Brandenburg (USA)       | Matic Skube (SLO)            |
| 09.02.2010   | Méribel (FRA)              | Matic Skube (SLO)                          | Anton Lahdenperä (SWE)       | Victor Muffat-Jeandet (FRA)  |
| 12.02.2010   | Oberjoch (GER)             | Reinfried Herbst (AUT)                     | Marc Gini (SUI)              | Felix Neureuther (GER)       |
| 19.02.2010   | Monte Pora (ITA)           | Christoph Dreier (AUT)                     | Stefano Gross (ITA)          | Hannes Brenner (AUT)         |
| 07.03.2010   | Platak (CRO)               | Anthony Obert (FRA)                        | Axel Bäck (SWE)              | Anton Lahdenperä (SWE)       |
| 09.03.2010   | Kranjska Gora (SLO)        | Felix Neureuther (GER)                     | Jens Byggmark (SWE)          | Stefano Gross (ITA)          |

* Indoor-Slalom

### Super-Kombination
| Datum      | Ort                     | 1. Platz | 2. Platz | 3. Platz |
| ---------- | ----------------------- | --- | --- | --- |
| 28.01.2010 | Les Orres (FRA)         | Abgesagt, weil in Les Orres an diesem Tag die in Wengen abgesagte Abfahrt nachgeholt wurde. Ersatzrennen am 3. März in Sarntal/Reinswald. | Abgesagt, weil in Les Orres an diesem Tag die in Wengen abgesagte Abfahrt nachgeholt wurde. Ersatzrennen am 3. März in Sarntal/Reinswald. | Abgesagt, weil in Les Orres an diesem Tag die in Wengen abgesagte Abfahrt nachgeholt wurde. Ersatzrennen am 3. März in Sarntal/Reinswald. |
| 03.03.2010 | Sarntal/Reinswald (ITA) | Andy Plank (ITA) | Hannes Wagner (GER) | Mauro Caviezel (SUI) |
| 04.03.2010 | Sarntal/Reinswald (ITA) | Paolo Pangrazzi (ITA) | Mathieu Faivre (FRA) | Joachim Puchner (AUT) |

## Podestplatzierungen Damen

### Abfahrt
| Datum      | Ort              | 1. Platz                                                        | 2. Platz                                                        | 3. Platz                                                        |
| ---------- | ---------------- | --------------------------------------------------------------- | --------------------------------------------------------------- | --------------------------------------------------------------- |
| 16.12.2009 | Zauchensee (AUT) | Wegen Schneemangels abgesagt. Ersatzrennen am 5. März in Auron. | Wegen Schneemangels abgesagt. Ersatzrennen am 5. März in Auron. | Wegen Schneemangels abgesagt. Ersatzrennen am 5. März in Auron. |
| 14.01.2010 | Caspoggio (ITA)  | Mariella Voglreiter (AUT)                                       | Stefanie Moser (AUT)                                            | Anne-Sophie Koehn (SUI)                                         |
| 15.01.2010 | Caspoggio (ITA)  | Leanne Smith (USA)                                              | Margret Altacher (AUT)                                          | Elena Curtoni (ITA)                                             |
| 19.01.2010 | St. Moritz (SUI) | Rabea Grand (SUI)                                               | Ramona Siebenhofer (AUT)                                        | Enrica Cipriani (ITA)                                           |
| 04.03.2010 | Auron (FRA)      | Abgesagt. Kein Ersatzrennen.                                    | Abgesagt. Kein Ersatzrennen.                                    | Abgesagt. Kein Ersatzrennen.                                    |
| 05.03.2010 | Auron (FRA)      | Abgesagt. Ersatzrennen am 9. März in Tarvisio.                  | Abgesagt. Ersatzrennen am 9. März in Tarvisio.                  | Abgesagt. Ersatzrennen am 9. März in Tarvisio.                  |
| 09.03.2010 | Tarvisio (ITA)   | Kajsa Kling (SWE)                                               | Rabea Grand (SUI)                                               | Isabelle Stiepel (GER)                                          |
| 10.03.2010 | Tarvisio (ITA)   | Kajsa Kling (SWE)                                               | Verena Stuffer (ITA)                                            | Isabelle Stiepel (GER)                                          |

### Super-G
| Datum      | Ort              | 1. Platz                                                                 | 2. Platz                                                                 | 3. Platz                                                                 |
| ---------- | ---------------- | ------------------------------------------------------------------------ | ------------------------------------------------------------------------ | ------------------------------------------------------------------------ |
| 06.12.2009 | Kvitfjell (NOR)  | Wegen dichten Nebels abgesagt. Ersatzrennen am 21. Januar in St. Moritz. | Wegen dichten Nebels abgesagt. Ersatzrennen am 21. Januar in St. Moritz. | Wegen dichten Nebels abgesagt. Ersatzrennen am 21. Januar in St. Moritz. |
| 18.12.2009 | Zauchensee (AUT) | Wegen Schneemangels abgesagt. Ersatzrennen am 1. März in Auron.          | Wegen Schneemangels abgesagt. Ersatzrennen am 1. März in Auron.          | Wegen Schneemangels abgesagt. Ersatzrennen am 1. März in Auron.          |
| 20.01.2010 | St. Moritz (SUI) | Camilla Borsotti (ITA)                                                   | Denise Feierabend (SUI)                                                  | Elena Curtoni (ITA)                                                      |
| 21.01.2010 | St. Moritz (SUI) | Francesca Marsaglia (ITA)                                                | Elena Curtoni (ITA)                                                      | Jelena Prostewa (RUS)                                                    |
| 18.02.2010 | Formigal (ESP)   | Margret Altacher (AUT)                                                   | Mariella Voglreiter (AUT)                                                | Marianne Abderhalden (SUI)                                               |
| 18.02.2010 | Formigal (ESP)   | Mariella Voglreiter (AUT)                                                | Stefanie Moser (AUT) Nina Tipotsch (AUT)                                 |                                                                          |
| 01.03.2010 | Auron (FRA)      | Mariella Voglreiter (AUT)                                                | Elena Curtoni (ITA)                                                      | Priska Nufer (SUI)                                                       |
| 02.03.2010 | Auron (FRA)      | Christina Staudinger (AUT)                                               | Elena Curtoni (ITA)                                                      | Mariella Voglreiter (AUT)                                                |
| 11.03.2010 | Tarvisio (ITA)   | Regina Mader (AUT)                                                       | Priska Nufer (SUI)                                                       | Mariella Voglreiter (AUT)                                                |

### Riesenslalom
| Datum      | Ort                           | 1. Platz                                            | 2. Platz                                            | 3. Platz                                            |
| ---------- | ----------------------------- | --------------------------------------------------- | --------------------------------------------------- | --------------------------------------------------- |
| 28.11.2009 | Funäsdalen (SWE)              | Martina Geisler (AUT)                               | Sara Hector (SWE)                                   | Lotte Smiseth Sejersted (NOR)                       |
| 01.12.2009 | Trysil (NOR)                  | Abgesagt. Ersatzrennen am 4. Dezember in Kvitfjell. | Abgesagt. Ersatzrennen am 4. Dezember in Kvitfjell. | Abgesagt. Ersatzrennen am 4. Dezember in Kvitfjell. |
| 04.12.2009 | Kvitfjell (NOR)               | Lena Dürr (GER)                                     | Lene Løseth (NOR)                                   | Sara Hector (SWE)                                   |
| 11.12.2009 | Alleghe (ITA)                 | Verschoben auf 16. Dezember.                        | Verschoben auf 16. Dezember.                        | Verschoben auf 16. Dezember.                        |
| 16.12.2009 | Alleghe (ITA)                 | Ramona Siebenhofer (AUT)                            | Lena Dürr (GER)                                     | Sarah Schleper (USA)                                |
| 17.12.2009 | Alleghe (ITA)                 | Ramona Siebenhofer (AUT)                            | Sarah Schleper (USA)                                | Lena Dürr (GER)                                     |
| 20.12.2009 | St. Sebastian (AUT)           | Abgesagt. Ersatzrennen am 17. Dezember in Alleghe.  | Abgesagt. Ersatzrennen am 17. Dezember in Alleghe.  | Abgesagt. Ersatzrennen am 17. Dezember in Alleghe.  |
| 25.01.2010 | Crans-Montana (SUI)           | Lene Løseth (NOR)                                   | Kajsa Kling (SWE)                                   | Martina Geisler (AUT)                               |
| 29.01.2010 | Courchevel (FRA)              | Bernadette Schild (AUT)                             | Karin Hackl (AUT)                                   | Ramona Siebenhofer (AUT)                            |
| 11.02.2010 | Bischofswiesen-Götschen (GER) | Karin Hackl (AUT)                                   | Stefanie Köhle (AUT)                                | Lene Løseth (NOR)                                   |
| 24.02.2010 | Soldeu (AND)                  | Lena Dürr (GER)                                     | Lene Løseth (NOR)                                   | Karin Hackl (AUT)                                   |
| 12.03.2010 | Kranjska Gora (SLO)           | Ana Drev (SLO)                                      | Mona Løseth (NOR)                                   | Anna Hofer (ITA)                                    |

### Slalom
| Datum        | Ort                  | 1. Platz                                                  | 2. Platz                                                  | 3. Platz                                                  |
| ------------ | -------------------- | --------------------------------------------------------- | --------------------------------------------------------- | --------------------------------------------------------- |
| 20.11.2009 * | Wittenburg (GER)     | Camilla Borsotti (ITA)                                    | Lena Dürr (GER)                                           | Barbara Prantl (AUT)                                      |
| 29.11.2009   | Funäsdalen (SWE)     | Carmen Thalmann (AUT)                                     | Emelie Wikström (SWE)                                     | Michaela Nösig (AUT)                                      |
| 30.11.2009   | Funäsdalen (SWE)     | Emelie Wikström (SWE)                                     | Carmen Thalmann (AUT)                                     | Bernadette Schild (AUT)                                   |
| 02.12.2009   | Trysil (NOR)         | Abgesagt. Ersatzrennen am 30. November in Funäsdalen.     | Abgesagt. Ersatzrennen am 30. November in Funäsdalen.     | Abgesagt. Ersatzrennen am 30. November in Funäsdalen.     |
| 12.12.2009   | Alleghe (ITA)        | Verschoben auf 18. Dezember.                              | Verschoben auf 18. Dezember.                              | Verschoben auf 18. Dezember.                              |
| 18.12.2009   | Alleghe (ITA)        | Marlies Schild (AUT)                                      | Christina Geiger (GER)                                    | Brigitte Acton (CAN)                                      |
| 19.12.2009   | Pozza di Fassa (ITA) | Manuela Mölgg (ITA)                                       | Nicole Gius (ITA)                                         | Emelie Wikström (SWE)                                     |
| 21.12.2009   | St. Sebastian (AUT)  | Abgesagt. Ersatzrennen am 19. Dezember in Pozza di Fassa. | Abgesagt. Ersatzrennen am 19. Dezember in Pozza di Fassa. | Abgesagt. Ersatzrennen am 19. Dezember in Pozza di Fassa. |
| 22.01.2010   | Melchsee-Frutt (SUI) | Veronika Zuzulová (SVK)                                   | Therese Borssén (SWE)                                     | Barbara Wirth (GER)                                       |
| 27.01.2010   | Gressoney (ITA)      | Christina Geiger (GER)                                    | Chiara Costazza (ITA)                                     | Barbara Wirth (GER)                                       |
| 12.02.2010   | Lenggries (GER)      | Veronika Zuzulová (SVK)                                   | Christina Geiger (GER)                                    | Marlies Schild (AUT)                                      |
| 22.02.2010   | La Molina (ESP)      | Monica Hübner (GER)                                       | Bernadette Schild (AUT)                                   | Barbara Wirth (GER)                                       |
| 13.03.2010   | Kranjska Gora (SLO)  | Veronika Zuzulová (SVK)                                   | Anémone Marmottan (FRA)                                   | Sara Hector (SWE)                                         |

* Indoor-Slalom

### Super-Kombination
| Datum      | Ort              | 1. Platz                                         | 2. Platz                                         | 3. Platz                                         |
| ---------- | ---------------- | ------------------------------------------------ | ------------------------------------------------ | ------------------------------------------------ |
| 05.12.2009 | Kvitfjell (NOR)  | Mona Løseth (NOR)                                | Ramona Siebenhofer (AUT)                         | Carmen Thalmann (AUT)                            |
| 17.12.2009 | Zauchensee (AUT) | Wegen Schneemangels abgesagt. Kein Ersatzrennen. | Wegen Schneemangels abgesagt. Kein Ersatzrennen. | Wegen Schneemangels abgesagt. Kein Ersatzrennen. |
| 11.01.2010 | Caspoggio (ITA)  | Elena Curtoni (ITA)                              | Esther Good (SUI)                                | Camilla Borsotti (ITA)                           |